# Vieux Pont (Belcastel)
Vieux Pont – most nad rzeką Aveyron, w miejscowości Belcastel, w departamencie Aveyron, we Francji. Od 5 marca 1928 roku posiada status monument historique, w kategorii inscrit (zabytek o znaczeniu regionalnym). 
Most został wzniesiony w XV wieku. Połączenie obu brzegów rzeki Aveyron pozwoliło rozszerzyć wieś na jej lewobrzeżnej stronie, gdzie wkrótce potem  zbudowano kościół św. Marii Magdaleny (fr. église Sainte-Marie-Madeleine). Most jest typowy dla średniowiecznych budowli tego typu wybudowanych pomiędzy XII a XV wiekiem. Składa się z pięciu łuków. Prawdopodobnie został wzniesiony z pomocą braci papieskich z Awinionu, którzy nieco wcześniej ukończyli budowę mostu w Entraygues – miejscowości położonej na północ, u zbiegu rzek Lot i Truyère.